# David Hubert
David Hubert (Uccle, Bélgica, 12 de enero de 1988) es un exjugador y entrenador de fútbol belga. Actualmente dirige al OH Leuven.

## Carrera como jugador
Hubert empezó a jugar al fútbol en el club amateur ERC Hoeilaart. Allí, fue descubierto por el club KV Mechelen y a los quince años se trasladó al Genk.El 6 de octubre de 2007, hizo su debut profesional sustituyendo a Goran Ljubojević.En marzo de 2012, estuvo fuera de acción durante varios meses debido a una lesión en el músculo abdominal, lo cual le dificultó tener oportunidades en el primer equipo.
En el invierno de 2013, fue cedido al Gent por hasta el final de la temporada y sus buenas actuaciones hicieron que el club belga comprara su pase en el mes de mayo.Sin embargo, con destitución de Víctor Fernández y la llegada de Mircea Rednic, casi no tuvo más oportunidades de jugar. En febrero de 2014, fue cedido al Hapoel Be'er Sheva por seis meses.Luego de su paso por Israel, fue enviado a préstamo al Waasland-Beveren hasta junio de 2015.
En agosto de 2015, fue enviado al Royal Mouscron por dos temporadas.Después de que expirara su contrato con el Gent, estuvo sin club por un tiempo, pero en agosto de 2017 firmó con el Oud-Heverlee Leuven.En la temporada 2019-20, obtuvo el ascenso a la Jupiler Pro League donde fue uno de los jugadores más importantes del equipo.
Luego de que finalizara su vínculo, firmó un contrato de dos temporadas con el Zulte Waregem en mayo de 2021.De cara a la temporada 2022-23, Anderlecht buscaba un jugador experimentado para fortalecer al RSCA Futures, que debutaría en la Segunda División, por lo que fue contratado para ello en agosto de 2022.No obstante, se retiró del fútbol profesional después de disputar una sola campaña.

## Selección nacional
El 19 de mayo de 2011, Georges Leekens convocó por primera vez a Hubert para jugar en la selección de Bélgica para un partido de clasificación para la Eurocopa 2012 contra Turquía.El 10 de agosto de 2011, debutó en un amistoso contra Eslovenia, sustituyendo a Axel Witsel en el minuto 59 y un mes después disputó su último encuentro frente a los Estados Unidos.

## Carrera como entrenador
En junio de 2023, un mes después de disputar su último partido como futbolista, Hubert se convirtió en asistente técnico en el RSCA Futures y en el equipo sub-18 del Anderlecht, donde ocupó el cargo de entrenador a partir de la temporada 2023-24.
El 19 de septiembre de 2024, fue nombrado técnico interino del primer equipo del Anderlecht en sustitución de Brian Riemer.A partir de sus buenas actuaciones, fue ratificado en su cargo el 14 de octubre.El 20 de marzo de 2025, fue destituido de sus funciones por decisión de la directiva del club.
En junio de 2025, asumió al frente del OH Leuven.

## Clubes

### Como jugador
| Club                          | País    | Año       |
| ----------------------------- | ------- | --------- |
| Genk                          | Bélgica | 2007-2013 |
| Gent                          | Bélgica | 2013-2017 |
| Hapoel Be'er Sheva (cedido)   | Israel  | 2014      |
| Waasland-Beveren (cedido)     | Bélgica | 2014-2015 |
| Royal Excel Mouscron (cedido) | Bélgica | 2015-2017 |
| Oud-Heverlee Leuven           | Bélgica | 2017-2021 |
| Zulte Waregem                 | Bélgica | 2021-2022 |
| RSCA Futures                  | Bélgica | 2022-2023 |

### Como entrenador
| Club       | País    | Año           |
| ---------- | ------- | ------------- |
| Anderlecht | Bélgica | 2024-2025     |
| OH Leuven  | Bélgica | 2025-presente |

## Estadísticas como entrenador
| Equipo                   | Div.                | Temporada           | Liga | Liga | Liga | Liga | Liga |    | Copa | Copa | Copa | Copa |   | Internacional | Internacional | Internacional | Internacional | Internacional |   | Otros | Otros | Otros | Otros |    | Totales     | Totales | Totales | Totales | Totales | Totales | Totales | Totales |
| Equipo                   | Div.                | Temporada           | PD   | G    | E    | P    | Pos. | PD | G    | E    | P    | PD   | G | E             | P             | Pos.          | PD            | G             | E | P     | PD    | G     | E     | P  | Rendimiento | GF      | GC      | Dif.    |         |         |         |         |
| ------------------------ | ------------------- | ------------------- | ---- | ---- | ---- | ---- | ---- | -- | ---- | ---- | ---- | ---- | - | ------------- | ------------- | ------------- | ------------- | ------------- | - | ----- | ----- | ----- | ----- | -- | ----------- | ------- | ------- | ------- | ------- | ------- | ------- | ------- |
| RSC Anderlecht · Bélgica | 1.ª                 | 2024-25             | 23   | 12   | 3    | 8    | Inc. | 5  | 4    | 1    | 0    | 10   | 4 | 3             | 3             | 1/16          | -             | -             | - | -     | 38    | 20    | 7     | 11 | 58.77%      | 69      | 40      | +29     |         |         |         |         |
| RSC Anderlecht · Bélgica | Total               | Total               | 23   | 12   | 3    | 8    | -    | 5  | 4    | 1    | 0    | 10   | 4 | 3             | 3             | -             | -             | -             | - | -     | 38    | 20    | 7     | 11 | 58.77%      | 69      | 40      | +29     |         |         |         |         |
| OH Leuven · Bélgica      | 1.ª                 | 2025-26             | 0    | 0    | 0    | 0    | -    | 0  | 0    | 0    | 0    | -    | - | -             | -             | -             | -             | -             | - | -     | 0     | 0     | 0     | 0  | 0%          | 0       | 0       | +0      |         |         |         |         |
| OH Leuven · Bélgica      | Total               | Total               | 0    | 0    | 0    | 0    | -    | 0  | 0    | 0    | 0    | -    | - | -             | -             | -             | -             | -             | - | -     | 0     | 0     | 0     | 0  | 0%          | 0       | 0       | +0      |         |         |         |         |
| Total en su carrera      | Total en su carrera | Total en su carrera | 23   | 12   | 3    | 8    | -    | 5  | 4    | 1    | 0    | 10   | 4 | 3             | 3             | -             | -             | -             | - | -     | 38    | 20    | 7     | 11 | 58.77%      | 69      | 40      | +29     |         |         |         |         |
| 1. 2.                    |                     |                     |      |      |      |      |      |    |      |      |      |      |   |               |               |               |               |               |   |       |       |       |       |    |             |         |         |         |         |         |         |         |

### Resumen por competiciones
| Competición                 | Partidos | Ganados | Empatados | Perdidos | %      | Resultado              |
| --------------------------- | -------- | ------- | --------- | -------- | ------ | ---------------------- |
| Primera División de Bélgica | 23       | 12      | 3         | 8        | 56.52% | 4.º lugar              |
| Copa de Bélgica             | 5        | 4       | 1         | 0        | 86.67% | Semifinales            |
| Liga Europa de la UEFA      | 10       | 4       | 3         | 3        | 50%    | Dieciseisavos de final |
| TOTAL                       | 38       | 20      | 7         | 11       | 58.77% | Sin Títulos            |

## Palmarés

### Como jugador

#### Campeonatos nacionales
| Título               | Club | País    | Año     |
| -------------------- | ---- | ------- | ------- |
| Copa de Bélgica      | Genk | Bélgica | 2009-10 |
| Jupiler Pro League   | Genk | Bélgica | 2010-11 |
| Supercopa de Bélgica | Genk | Bélgica | 2011    |